# 5092 Manara
5092 Manara è un asteroide della fascia principale del diametro medio di circa 26,34 km. Scoperto nel 1982, presenta un'orbita caratterizzata da un semiasse maggiore pari a 3,1969439 UA e da un'eccentricità di 0,0611629, inclinata di 16,10061° rispetto all'eclittica.
L'asteroide è intitolato ad Alessandro Manara, astronomo dell'Osservatorio astronomico di Brera.